# 珠海市第四中学
22°15′12″N 113°33′56″E / 22.25321°N 113.56549°E
珠海市第四中学（简称珠海四中），是位于中华人民共和国广东省珠海市的一所完全中学。

## 沿革
学校创建于1985年，2004年被评为广东省一级学校。2011年通过广东省高中教学水平评估和珠海市义务教育阶段学校办学效益评估。校园曾进行过多次改造，现时学校外墙主体色调为橙红色。学校设有60多个教学班，在校学生约6800人。
2014年1月27日，中共中央政治局委员、广东省委书记胡春华就珠海市第四中学开设西藏班做出批示。珠海市第四中学成为广东省第30所内地民族班办班学校，并从2014年9月开始招收第一批西藏生。